# USS LST-302
O USS LST-302 foi um navio de guerra norte-americano da classe LST que operou durante a Segunda Guerra Mundial.